# 不合法被殺
不合法被殺（英語：Unlawful killing），或作非法被殺，是一個英美法系（英格蘭法律制度）的概念，指當有人的死因有可疑，而需要法院召開死因庭（Inquest）去聆訊死因，「不合法被殺」可以是聆訊的其中一個結果。若有人被裁定為不合法被殺，则代表其致死案件涉及刑法，可能是謀殺、誤殺、殺嬰或危險駕駛引致他人死亡等。案件會即时轉為刑事案件，因此，警方有權介入，又或因應死因庭的裁決而要重新調查已結案的個案，目的是收集足夠的證據以識別和起訴肇事者。
死因庭一般並不會指出任何人需要為死者的死亡負責，而要令陪審團裁決某人為不合法被殺，其舉證標準須毫無合理疑點。也就是說殺人是在沒有合理辯解的情況下進行。假若無法達至不合法被殺的標準，就要在平衡死於意外或死於不幸之間去選擇。

## 知名例子
- 英國已故戴安娜王妃[4]。
- 希爾斯堡慘劇中的97名遇难者[5]。